# اولگس آنتروپوفس
اولگس آنتروپوفس (انگلیسی: Oļegs Antropovs؛ ۵ نوامبر ۱۹۴۷ – ۱۵ نوامبر ۲۰۲۳) بازیکن والیبال لتونیایی‌تبار اهل شوروی بود.